# Estudiantes Football Club
Maillots
Estudiantes F.C. était un club professionnel de football salvadorien situé à San Salvador.
Il évolue en deuxième division en 2007 et 2008. 
Le club jouait ses matchs à domicile au stade Estadio Cuscatlán, qui est le plus grand stade d'El Salvador.

## Histoire
Le club est créé par la Fundación Educando a un Salvadoreño (es) (FESA) afin d'aider les jeunes joueurs et boursiers FESA à devenir footballeurs professionnels.
Après seulement une saison, Estudiantes cède sa place en seconde division au club d'Once Lobos. Il a depuis cessé ses activités.